# Joseph Noel Paton
Joseph Noel Paton FRSA (Dunfermline, 13 de dezembro de 1821 — Edimburgo, 26 de dezembro de 1901) foi um pintor escocês do gênero Pré-Rafaelista. Suas obras tratavam de temas históricos, alegóricos e religiosos. Além da pintura, Joseph Noel Paton também escreveu poemas e fez uma série de esculturas.

## Vida pessoal
Joseph Noel Paton nasceu em uma família de tecelões. Ele tentou dar continuidade aos negócios, mas desde pequeno seu interesse pela arte era claro. Sua família então decidiu apoiá-lo, incentivando-o a desenhar e pintar. Seu pai, Joseph Neil Paton, como um bom colecionador, costumava rodear seus filhos com tudo que pudesse estimular a imaginação: livros, pinturas, fotografias e qualquer outro objeto artístico. Não à toa, o segundo dos três filhos não foi o único artista: sua irmã Amelia Robertson Hill foi escultora e seu irmão Waller Hugh Paton, pintor de paisagens.
Em 1858, ele se casou com Margaret Gourlay Ferrier, com quem teve 11 filhos. Deles, destacam-se Diarmid Noel Paton (1859-1928), que foi professor de fisiologia em Gasglow e Frederick Noel Paton (1861-1914), que foi um notável ilustrador.

## Vida profissional
Joseph Noel Paton frequentou a Escola Dunfermline e a Academia de Arte Dunfermline, e, depois de concluído, conseguiu apoiar o pai em seu negócio por três anos como diretor de design da Brown, Sharp & Co.  A maior parte da sua vida foi na Escócia, no entanto, em 1843, com 22 anos, o jovem se mudou para Londres, onde estudou por pouco tempo na Royal Academy. Lá, ele teve como tutor George Jones e conheceu o artista John Everett Millais, que o convidou para entrar para a irmandade Pré-Rafaelita.
Paton, apesar de simpatizar com os ideais da irmandade - que consistia, entre outras coisas, em recuperar o modelo de pintura de artistas do Quattrocento - recusou o convite, pois preferia voltar para a Escócia do que continuar na Inglaterra. Assim, ele levou para a capital escocesa suas habilidades de representar de forma convincente o sobrenatural.Dessa forma, por mais que não tivesse aceitado oficialmente o convite de participar da Pré-Rafaelita, Paton pintava temas históricos, alegóricos e religiosos no estilo da irmandade. 

Durante o tempo em que ficou em Londres (1842), o artista conheceu também Samuel Carter Hall, editor do The Art Journal, que pediu a Paton que desenhasse ilustrações para seu livro The Book of British Ballads. Ele também ilustrou um livro da esposa de Hall, intitulado A Fairy Tale of Love. Ambas as obras são consideradas marcos na construção da imaginação vitoriana. 

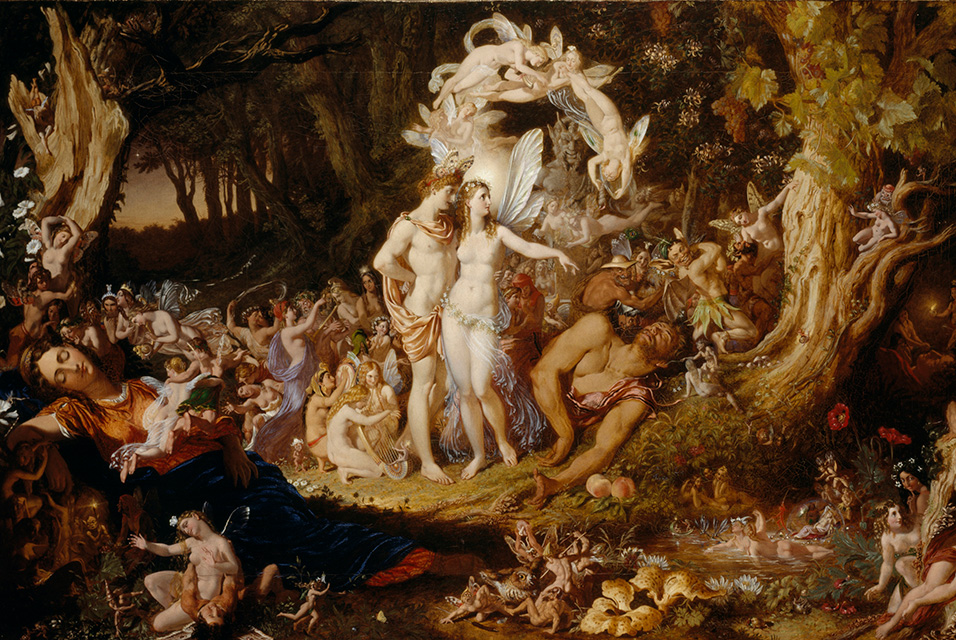
The Reconciliation of Titania and Oberon (1847).

O ano de 1845 foi marcado para o artista por suas ilustrações. Ele participou de uma exibição no Westminster Hall, onde ganhou três prêmios pelo The Spirit of Religion - uma obra que mostrava a imaginação poética e idealista mas, ao mesmo tempo, técnica impecável para um artista tão jovem. Essa obra, junto da The Reconciliation of Oberon and Titania foram as que estabeleceram sua reputação na Inglaterra.
De volta ao seu país de origem, ele fez e enviou sua primeira pintura à Academia Real da Escócia, Ruth Gleaning. À partir de então, ele foi treinando e praticando, retratando o mundo sobrenatural com detalhes próprios. Em 1846, ele fez a grande versão de The Quarrel of Oberon and Titania, e, em 1850, essa pintura foi considerada a principal da exibição na Academia Real Escocesa.
Entretanto, Paton não pintou apenas o sobrenatural. Sua amizade com Millais fez com que ele conhecesse outro artista, John Rushkin. Os escritos de Rushkin, além dos exemplos dos pré-rafaelitas, influenciaram Paton, fazendo com que ele começasse a desenhar paisagens com seu irmão, Waller Hugh Paton, pouco depois de 1853.
No final da década de 1850, o artista já era conhecido e admirado tanto na Inglaterra quanto na Escócia. Ele havia sido eleito Associado da Academia Real da Escócia em 1847 e se tornou Membro três anos depois. Porém, o auge de sua carreira como pintor imaginativo foi em 1867, com a conclusão de The Fairy Raid e sua exposição na Academia Real.
Ele faleceu em 26 de dezembro de 1901, em Edimburgo.

## Obras[9]
- Ruth Gleaning (1844)
- Oberon and Titania (1846)
- Cymocles Discovered By Atis In The Bowre Of Blisse, Spencer's Fairie Queene, Book II, Chapter V (1848)(Type : Pen, ink and wash Size : 8¼ × 12 inches (21 × 30.5 cm) Location : Public collection)
- The Reconciliation of Oberon and Titania (1847)
- Calvary (1849)(Type : Pencil on paper Size : 4⅛ × 6½ inches (10.5 × 16.8 cm) Location : Private collection)
- Sermon on the Mount (1849) (Type : Pencil on paper Size : 4⅛ × 6½ inches (10.5 × 16.8 cm) Location : Private collection)
- The Pursuit of Pleasure (1855)
- The Bluidie Tryst (1855) (Type : Oil on Canvas Size : 28⅝ × 25½ inches (73 × 65 cm) Location : Glasgow Art Gallery and Museum, Glasgow, Scotland)
- Home (ca. 1855–56) (Type: Oil on Panel Location: Chrysler Museum of Art, Norfolk, VA)
- Hesperus, the Evening Star, Sacred to Lovers (1857) (Type : Oil on canvas Size : 35¾ × 27⅛ inches (91 × 69 cm) Location : Glasgow Art Gallery and Museum, Glasgow, Scotland)
- Dawn: Luther at Erfurt (1861)
- In Memoriam (1858) (Type : Oil on panel Size : 48⅜ × 37⅞ inches (123 × 96.5 cm) Location : Private collection)
- By a Painter (1861) Poem
- Mors Janua Vitae (1866)
- The Fairy Raid: Carrying Off a Changeling - Midsummer Eve, 1867[10]
- Spindrift (1867) Poem
- Caliban (1868)
- The Man With The Muck Rake (1872)[11]
- Satan Watching the Sleep of Christ (1874)
- Oskold and the Elle Maids (1874)
- The Man with the Muck-Rake (1875–9) (Location : Ferens Art Gallery, Hull City Museums collection, also a study for the same work (1872))
- Arming Christian for the Fight (1876)
- The Choice (1886)
- Queen Margaret and King Malcom Canmore (1887)
- How an Angel rowed Sir Galahad across the Dern Mere (1888) (Type : Oil on canvas Location : Private collection)
- Beati Mundo Corde (1890)
- Christ Bearing His Cross

- The Dowie Dens o' Yarrow
- Michelangelo Sculpting the Statue of "Night"
- Sir Galahad
- The Spirit of Religion (cartoon) at Dunfermline City Chambers
- Sir Galahad (Type : Oil on canvas Location : Private collection)
- Warriors (Type : Oil on canvas Size : 23 × 27⅞ inches (58.5 × 71 cm) Location : Private collection)